# アルトン＝アン＝レ
アルトン＝アン＝レ （Arthon-en-Retz）は、フランス、ペイ・ド・ラ・ロワール地域圏、ロワール＝アトランティック県にかつて存在したコミューン。
歴史的にブルターニュの一部とみなされ、伝統的な地方区分ではペイ・ド・レ、歴史的な地方区分ではペイ・ナンテに属する。
2016年1月1日、シェメレと合併し、コミューン・ヌーヴェル（fr）のショーム＝アン＝レとなった。

## 地理

県におけるアルトン＝アン＝レの位置

アルトン＝アン＝レは、ポルニックの東10km、ナントの西39km、サン＝ナゼールの南41kmのところにある。
1999年にINSEEが作成した順位表によれば、アルトン＝アン＝レは都市化されていない農村型コミューンである。

## 由来
この定住地の名は、1100年にルドンのサン・ソヴール修道院の特許状台帳に書かれた、Artum というつづりで証明されている。その後12世紀には Arcon、13世紀には Arton と記されている。これはおそらく、ゲルマン語を起源とする人名研究学によれば、Arto(n) である。別の学説では、ガリア語の語源を含む Arthon の起源を提唱している。art-don は、『熊の砦』を意味し、またはケルト語の artomagus は『石だらけの道』を意味するという。
地元で話されるオイル語の一種ガロ語では、Arton である。

## 歴史
我々は中石器時代と新石器時代に、アルトン＝アン＝レに人が定住していたことを確認できる。コミューンで切り出された石器や磨かれた斧が発見されている。古代には、比較的大きなヴィラが、現在の教会のある場所の近くに建設されていた。
851年のアンジェ条約（西フランク王シャルル2世とブルターニュ王エリスポエの間で締結。ブルトン人の東進を食い止めるため辺境地帯を設けた）によって、ペイ・ド・レはマルシュ・ド・ブルターニュの一部となった。アルトンはその後ブルターニュに統合された。アルトンは当時ペイ・ナンテの主要な地の1つだった。
かつて単にアルトンと呼ばれたが、1887年7月9日にアルトン＝アン＝レに正式に改名された。1926年まで、アルトン＝アン＝レはパンブフ郡に含まれ小郡庁が置かれていたが、再編によって小郡はなくなっている。

## 人口統計
| 1962年 | 1968年 | 1975年 | 1982年 | 1990年 | 1999年 | 2006年 | 2012年 |
| ------ | ------ | ------ | ------ | ------ | ------ | ------ | ------ |
| 1889   | 1948   | 1933   | 2151   | 2321   | 2668   | 3240   | 3986   |

source=1999年までLdh/EHESS/Cassini、2004年以降INSEE

### ノート
1. ↑  Réélu en 2008 et 2014.